# 11-es busz (Debrecen)
A debreceni 11-es jelzésű autóbusz a Borzán Gáspár utca és a Segner tér között közlekedik. Útvonala során érinti a Belvárost, a Debrecen Plaza és a Fórum Debrecen bevásárlóközpontokat és a Segner teret. A viszonylatot a Debreceni Közlekedési Zrt. üzemelteti.

## Története
A mai 11-es busz az 1979. február 24-i menetrendváltáskor jött létre. Ekkor még az MGM – Szabadság útja – Sámsoni út – Budai Nagy Antal utca – Hétvezér utca – Diószegi út – Borzán Gáspár utca útvonalon közlekedett. 1982. október 4-től a Sámsoni útról már balra kanyarodott és a Szabadság útja – Csapó utca útvonalon közlekedett. A végállomása a Csapó utca elején volt. 1984 tavaszán az útvonalát a Sámsoni út – Mátyás Király utca – Kincseshegy utca – Huszár Gál utca – Budai Nagy Antal utca útvonalra helyezik át. 1992. február 1-én belső végállomása a Dósa Nádor térre került. 1999. május 1-től már a Sámsoni út – Acsádi út – Veres Péter utca – Vámospércsi út – Hétvezér utca útvonalon közlekedett. Korábbi útvonalán elindították a 11Y-os buszt. 2002. augusztus 1-től a 11-es és 11Y-os busz a Dósa Nádor tér – Sas utca – Kossuth utca – Burgundia utca útvonalon éri el a Csapó utcát. Visszafele az útvonal még változatlan marad. 2009 tavaszától már a Dósa Nádor tér felé is a Burgundia utca – Kossuth utca – Sas utca – Dósa Nádor tér útvonalon közlekednek a buszok. 2009. július 1-től december 1-ig a buszok megállás nélkül áthaladtak a Csokonai színház megállóhelyen. Az utasok kérésére decembertől ismét megállt itt a 11-es és 11Y-os busz. 2010. július 12-én pótlás nélkül megszűnt a 11Y-os busz. 2011. május 16-án a 11-es busz a Csapó utca – Rákóczi utca – Hunyadi utca – Mester utca – Bartók Béla út – Csigekert utca – Károli Gáspár utca útvonalon az IT Services Hungary Kft.-ig hosszabbított. Így létrejött a város leghosszabb menetidővel rendelkező járata. A hosszabbítás után néhány hét leforgása alatt többször is változtatták a menetrendjét. A legfeltűnőbb változás a Vezér utcai betérés megszüntetése volt. (A betérés csupán egy hétig volt érvényben.) 2013. február 11-én tehermentesítő járat indult 11A jelzéssel. 2014. március 1-én a 11-es buszt tovább hosszabbították a Vezér utcán át a Doberdó utcáig. Még ez év október 12-én elindították a 11G busz (Debrecen) járatot, mely csak a Kenézy kórházig közlekedik. Ezen a járaton a 11-esre be- illetve kiálló buszok közlekednek. (Hasonlóan a már megszűnt 35S járathoz.) 2019. december 2-től a 11-es buszt ketté vágták. A keleti szakaszon a Segner tér és a Borzán Gáspár utca között a Veres Péter utca kihagyásával a 11-es busz, a nyugati szakaszon pedig a 14-es busz közlekedik. A két járat között átszállási kapcsolat van a Segner téren és a Mester utcán. Ezzel egyidejűleg a 11G járat megszűnt. 2020. március 2-től lakossági kérésre ismét a Veres Péter utcán közlekedik.

## Útvonala
| Év        | Végállomások                                  | Útvonal oda | Útvonal vissza |
| --------- | --------------------------------------------- | --- | --- |
| 1979-1982 | MGM – Borzán Gáspár utca                      | Kassai út – Sámsoni út – Budai Nagy Antal utca – Hétvezér utca – Diószegi út | Diószegi út – Hétvezér utca – Budai Nagy Antal utca – Sámsoni út – Kassai út |
| 1982-1984 | Csapó utca – Borzán Gáspár utca               | Kassai út – Sámsoni út – Budai Nagy Antal utca – Hétvezér utca – Diószegi út | Diószegi út – Hétvezér utca – Budai Nagy Antal utca – Sámsoni út – Kassai út |
| 1984-1992 | Csapó utca – Borzán Gáspár utca               | Kassai út – Sámsoni út – Mátyás Király utca – Kincseshegy utca – Huszár Gál utca – Budai Nagy Antal utca – Hétvezér utca – Diószegi út | Diószegi út – Hétvezér utca – Budai Nagy Antal utca – Huszár Gál utca – Kincseshegy utca – Mátyás Király utca – Sámsoni út – Kassai út |
| 1992-1999 | Dósa Nádor tér – Borzán Gáspár utca           | Csapó utca – Kassai út – Sámsoni út – Mátyás Király utca – Kincseshegy utca – Huszár Gál utca – Budai Nagy Antal utca – Hétvezér utca – Diószegi út | Diószegi út – Hétvezér utca – Budai Nagy Antal utca – Huszár Gál utca – Kincseshegy utca – Mátyás Király utca – Sámsoni út – Kassai út – Csapó utca |
| 1999-2002 | Dósa Nádor tér – Borzán Gáspár utca           | Csapó utca – Kassai út – Sámsoni út – Acsádi út – Veres Péter utca – Vámospércsi út – Hétvezér utca – Diószegi út | Diószegi út – Hétvezér utca – Vámospércsi út – Veres Péter utca – Acsádi út – Sámsoni út – Kassai út – Csapó utca |
| 2002-2009 | Dósa Nádor tér – Borzán Gáspár utca           | Sas utca – Kossuth utca – Burgundia utca – Csapó utca – Kassai út – Sámsoni út – Acsádi út – Veres Péter utca – Vámospércsi út – Hétvezér utca – Diószegi út | Diószegi út – Hétvezér utca – Vámospércsi út – Veres Péter utca – Acsádi út – Sámsoni út – Kassai út – Csapó utca |
| 2009-2011 | Dósa Nádor tér – Borzán Gáspár utca           | Sas utca – Kossuth utca – Burgundia utca – Csapó utca – Kassai út – Sámsoni út – Acsádi út – Veres Péter utca – Vámospércsi út – Hétvezér utca – Diószegi út | Diószegi út – Hétvezér utca – Vámospércsi út – Veres Péter utca – Acsádi út – Sámsoni út – Kassai út – Csapó utca – Burgundia utca – Kossuth utca – Sas utca |
| 2011-2014 | IT Services Hungary Kft. – Borzán Gáspár utca | Vezér utca – Károli Gáspár utca – Szabó Lőrinc utca – Csigekert utca – Bartók Béla út – Mester utca – Hunyadi utca – Rákóczi utca – Csapó utca – Kassai út – Sámsoni út – Acsádi út – Veres Péter utca – Vámospércsi út – Hétvezér utca – Diószegi út                                         | Diószegi út – Hétvezér utca – Vámospércsi út – Veres Péter utca – Acsádi út – Sámsoni út – Kassai út – Csapó utca – Rákóczi utca – Hunyadi utca – Mester utca – Bartók Béla út – Csigekert utca – Szabó Lőrinc utca – Károli Gáspár utca – Vezér utca                                         |
| 2014-2019 | Doberdó utca – Borzán Gáspár utca             | Vezér utca – IT Services Hungary Kft. – Vezér utca – Károli Gáspár utca – Szabó Lőrinc utca – Csigekert utca – Bartók Béla út – Mester utca – Hunyadi utca – Rákóczi utca – Csapó utca – Kassai út – Sámsoni út – Acsádi út – Veres Péter utca – Vámospércsi út – Hétvezér utca – Diószegi út | Diószegi út – Hétvezér utca – Vámospércsi út – Veres Péter utca – Acsádi út – Sámsoni út – Kassai út – Csapó utca – Rákóczi utca – Hunyadi utca – Mester utca – Bartók Béla út – Csigekert utca – Szabó Lőrinc utca – Károli Gáspár utca – Vezér utca – IT Services Hungary Kft. – Vezér utca |
| 2019-2020 | Segner tér – Borzán Gáspár utca               | Pesti utca – Mester utca – Hunyadi utca – Rákóczi utca – Csapó utca – Kassai út – Sámsoni út – Budai Nagy Antal utca – Hétvezér utca – Diószegi út | Diószegi út – Hétvezér utca – Budai Nagy Antal utca – Sámsoni út – Kassai út – Csapó utca – Rákóczi utca – Hunyadi utca – Mester utca – Pesti utca |
| 2020-tól  | Segner tér – Borzán Gáspár utca               | Pesti utca – Mester utca – Hunyadi utca – Rákóczi utca – Csapó utca – Kassai út – Sámsoni út – Acsádi út – Veres Péter utca – Vámospércsi út – Hétvezér utca – Diószegi út | Diószegi út – Hétvezér utca – Vámospércsi út – Veres Péter utca – Acsádi út – Sámsoni út – Kassai út – Csapó utca – Rákóczi utca – Hunyadi utca – Mester utca – Pesti utca – Segner tér |

## Megállóhelyei
| 0  | Borzán Gáspár utca végállomás        | 30 | 15, 15Y, 30, 30A, 30I, 30N Helyközi buszok |
| 1  | Bihari utca                          | 29 | 15, 15Y, 30, 30A, 30N |
| 3  | Vasutas utca                         | 27 | |
| 7  | Ruyter utca (↓) Hétvezér utca (↑)    | 26 | 25, 25Y, 37, 41, 41Y, 45, 125, 125Y Helyközi buszok Debrecen-Szabadságtelep Zsuzsi Erdei Vasút                                                                            |
| 8  | Huszár Gál utca                      | 23 | 25, 25Y |
| 9  | Kurucz utca                          | 22 | 25, 25Y |
| 11 | Endre utca                           | 21 | 25, 25Y |
| 12 | Budai Nagy Antal utca                | 19 | 19, 23, 23Y, 25, 25Y Helyközi buszok |
| 15 | Mátyás király utca                   | 18 | 19, 23, 23Y Helyközi buszok |
| 17 | Abonyi utca (↓) Thököly utca (↑)     | 16 | 23, 23Y |
| 19 | Laktanya utca                        | 15 | 3, 3A, 5, 5A 16, 22, 22Y, 24, 24Y |
| 21 | Árpád tér                            | 14 | 3, 3A, 5, 5A 16, 22, 22Y, 24, 24Y Helyközi buszok |
| 23 | Bercsényi utca                       | 11 | 3, 3A 22, 22Y, 24, 24Y, 43 |
| 24 | Berek utca                           | 10 | 3, 3A 22, 22Y, 24, 24Y, 43 |
| 26 | Rákóczi utca (↓) Csapó utca (↑)      | 8  | 3, 3A 15, 15Y, 22, 22Y, 24, 24Y, 43 |
| ∫  | Kálvin tér                           | 7  | 1, 2 15, 15Y, 24, 24Y, 43 |
| 28 | Kölcsey Központ (Hunyadi János utca) | 5  | 2 10, 10A, 10Y, 13, 15, 15Y, 22, 22Y, 24, 24Y, 33, 43 |
| 30 | Mester utca                          | 3  | 2 12, 14, 15, 15Y, 43 |
| 32 | Pesti utca (↓) Vendég utca (↑)       | 2  | 12, 14, 22, 22Y, 24, 24Y, 33E, 34, 35, 35Y, 36, 36E, 42, 42A, 43 |
| 33 | Segner tér végállomás                | 0  | 3, 3A, 4, 5, 5A 10, 10A, 10Y, 13, 14, 17, 17A, 22, 22Y, 24, 24Y, 25, 25Y, 33, 33E, 34, 35, 35E, 35Y, 36, 36E, 42, 42A, 45, 46, 46E, 46H, 49, 49Y, 146, A1 Helyközi buszok |